# Пажоль, Пьер Клод
Клод Пьер Пажоль (фр. Claude Pierre Pajol; 3 февраля 1772, Безансон, — 20 марта 1844, Париж) — легендарный французский кавалерийский командир, дивизионный генерал (1812 год), граф (1814 год), губернатор Парижа, участник революционных и наполеоновских войн. Имя Пажоля выбито на Триумфальной арке в Париже.

## Биография
Клод Пьер Пажоль родился в обеспеченной буржуазной семье, был сыном адвоката, предназначался к юридической карьере. Обучался на юриста в университете Безансона. Однако, когда вспыхнула революция, Пажоль находился в Париже и принимал участие в штурме Бастилии. Бросив университет, в конце октября 1789 года он вступил в Безансонскую национальную гвардию, 1 июня 1791 года получил звание старшего сержанта. а 21 августа перешёл в 1-й батальон департамента Ду. С 12 января 1792 года в звании младшего лейтенанта служил в 82-м пехотном полку. 20 сентября был при Вальми. 30 сентября во главе гренадерской колонны ворвался в Шпайер, и был дважды ранен штыком в левую руку австрийским гренадером. После выздоровления 10 апреля 1793 назначен в гарнизон Майнца. Однако сказались последствия ранения, и в августе Пажоль вновь был вынужден покинуть армию.

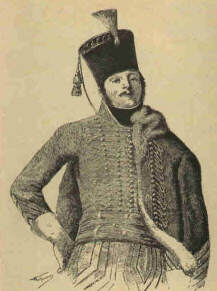
Клод Пьер Пажоль

В 1793 году Пажоль вновь был ранен при осаде Майнца. В 1794 году за отличие при Гохгейме Пажоль был произведён в капитаны и назначен 21 июня адъютантом Клебера. По излечении он сражался при Флёрюсе. В сентябре 1794 года он захватил австрийское знамя в бою на реке Урт. 16 февраля 1795 года возглавил роту в 6-й полубригаде лёгкой пехоты.
В течение 1795—1796 годов Пажоль сражался под начальством Лефевра и Нея и прошёл под их руководством школу, приобретя репутацию одного из храбрейших кавалерийских офицеров.
23 июля 1797 года Пажоль перевёлся в кавалерию, возглавил эскадрон в 4-м гусарском полку. Участвовал в сражениях при Альтенкирхене, Вецларе, Укерате, Нойгейме и Фридберге. В кампании 1797 года Пажоль проявил исключительную храбрость при Эсте и Альденгофене, лично захватив два знамени, причём при Эсте был ранен. В 1797—1798 годах Пажоль состоял адъютантом Гоша, а в 1799 году — адъютантом Массены.
В сражении при Острахе отличился смелыми атаками, где во главе двух эскадронов гусар остановил преследование австрийцев. В сражении при Штокахе 25 марта 1799 года с двумя эскадронами атаковал и заставил сдаться два батальона австрийской пехоты. Во время одной из этих атак Пажоль отделился от эскадронов и оказался один среди бегущих австрийцев. Лошадь Пажоля была убита, и ему грозил плен. Но, вырвав лошадь у одного австрийского драгуна, Пажоль вскочил на неё и присоединился к своим.
У Вальдкирха Пажоль, выдвинутый вперёд при отступлении французской армии, оказался окружённым со всех сторон. Он отказался сдаться и стремительной атакой прорвался к Вальдкирху.
27 мая при Винтертуре, придавленный убитой лошадью, попал в плен, но тотчас же был отбит своими гусарами. Австрийцы успели, однако, его ограбить, оставив в одном белье. Не смущаясь лёгким костюмом, Пажоль вскочил на лошадь и, под предлогом поиска своего мундира, двинул свои эскадроны в последнюю отчаянную атаку, обеспечившую бригаде генерала Газана спокойное отступление на Винтертур.
10 июля 1799 года произведён в полковники, и был назначен командиром сперва 23-го конно-егерского, а 21 июля — 6-го гусарского полка. В битве при Нови почти весь его полк погиб, и Пажоль заново его сформировал во Франции. Затем он принял участие в сражениях при Нересгейме, Нойбурге и Гогенлиндене. В кампании 1801 года Пажоль отличился в сражении при Бабенгаузене.
В кампании 1805 года, командуя 6-м гусарским, действовал в составе 2-го корпуса Мармона Великой Армии. Командовал авангардом в сражении при Вейере, и с отличием участвовал в сражениях при Ульме и Леобене. Преследуя отступающего противника, стремительной атакой захватили мост через реку Энс у Альтенмаркта. Мост оборонялся крупными силами австрийцев, и его взятие обеспечило успешное продвижение всего 2-го корпуса. В декабре 1806 года с полком был переведён на Итальянский театр военных действий.

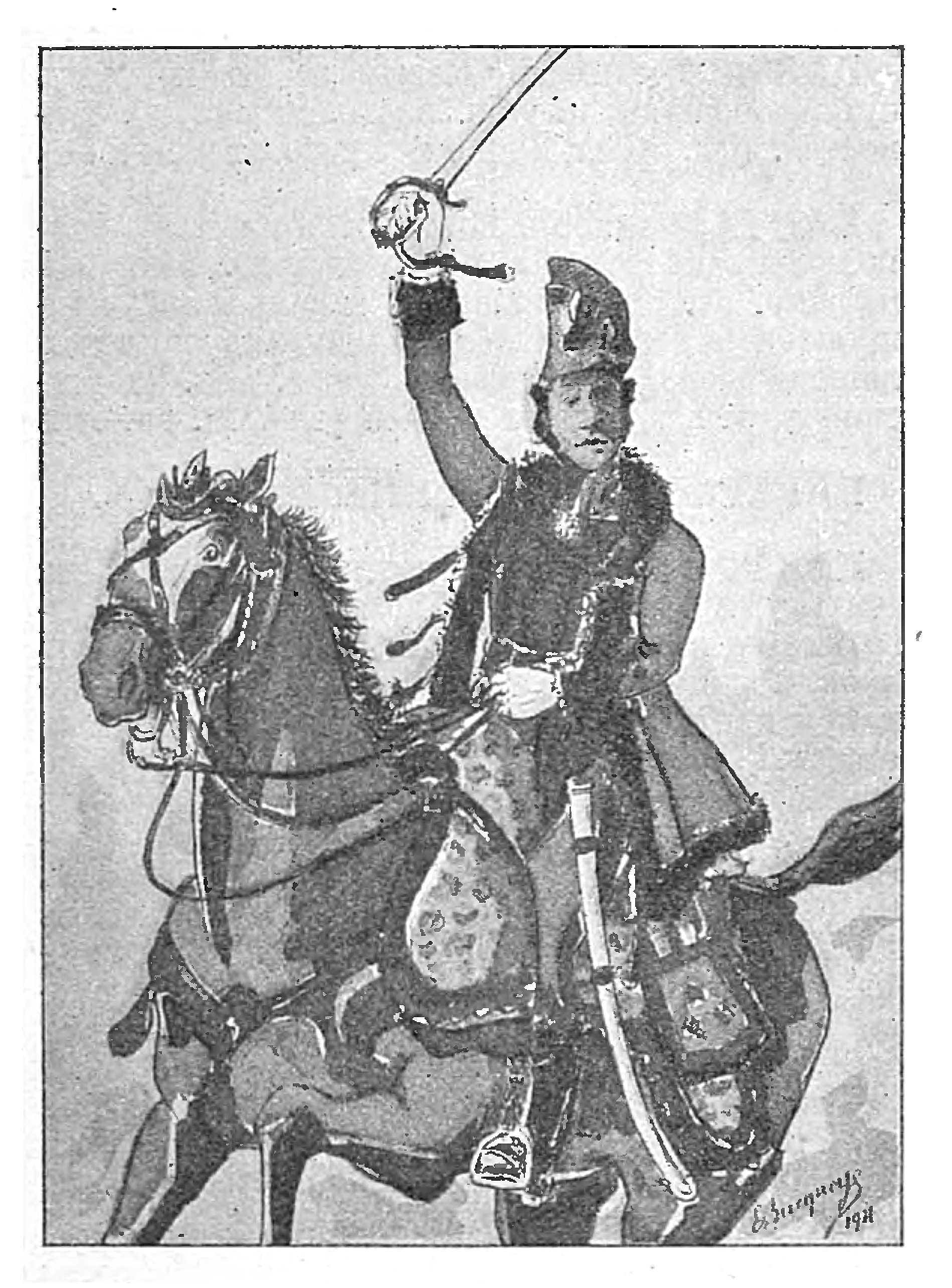
Рисунок из статьи «Пажоль»
(«Военная энциклопедия Сытина»)

1 марта 1807 года был произведён в бригадные генералы и 14 мая заменил Латур-Мобура в качестве командира бригады лёгкой кавалерии в дивизии генерала Лассаля, под начальством которого сражался при Гуттштадте и Гейльсберге, причём в последнем бою он потерял коня, убитого под ним. Участвовал во взятии Кёнигсберга. После Фридланда участвовал в преследовании разгромленной русской армии, и 20 июня первым на плечах врага ворвался в Тильзит. В тот же день получил от Багратиона предложение о перемирии.
31 марта 1808 года женился на Мари Удино, дочери генерала Удино. У пары было трое детей: два сына и дочь.
Возведённый в 1808 году за заслуги в баронское звание, командовал всеми аванпостами в Богемии. В апреле 1809 года фельдмаршал Беллегард передал ему декларацию об объявлении войны. С 2000 солдат сдерживал натиск австрийских войк, давая время корпусу Даву собраться в Ингольштадте. Перейдя Дунай у Регенсбурга, 19 апреля сражался у Пайсинга. В сражении при Экмюле под ним было убито два коня, 24 прибыл под стены Регенсбурга, где смог захватить в плен 2000 человек. Эти смелые принесли ему на следующий день звание коммандана ордена Почётного легиона.
4 июля прибыв на остров Лобау, 5 числа выбил неприятеля из окрестностей Эсслинга, после чего занял со своей кавалерией позиции при Нессельбахе. В ходе Ваграмского сражения выдержал ожесточённые атаки австрийской кавалерии, не дав последней приблизиться к Дунаю. Умелым манёвром отрезал и уничтожил целый драгунский полк. Яростно и энергично преследовал разбитого врага, 11 июля при Цнайме вновь первым получил предложение о перемирии.
11 апреля 1810 года получил от Императора трёхмесячный отпуск. В мае 1810 года вернулся во Францию. С 23 июня по октябрь 1810 года замещал генерала Жакино на посту командира бригады лёгкой кавалерии в корпусе маршала Даву. С 15 марта по 20 мая 1811 года командир стационарной кавалерии в Данциге.
25 декабря 1811 года Пажоль возглавил 1-ю бригаду лёгкой кавалерии. В начальной стадии Русской кампании действовал в авангарде 1-го корпуса Даву, первым переправился через Неман, сражался при Ковно и Вильно. В Минске и Ошмянах захватил огромные склады. Эти успешные действия принесли ему 7 августа звание дивизионного генерала. Через два дня сменил генерала Себастьяни на посту командира 2-й дивизии лёгкой кавалерии 2-го кавалерийского корпуса. Затем Пажоль был в делах при Смоленске. У Бородина он вновь проявлял чудеса храбрости и стойкости. Под ним было уже убито две лошади, когда снаряд поражает третьего коня, опрокидывает всадника и наносит рану Сюберви в тот момент, когда он получал указания от Пажоля. 9 сентября при захвате Можайска взял в плен два батальона, однако был тяжело ранен пулей в правую руку отступавшими русскими солдатами. Был вынужден передать командование дивизией Экзельману. Наполеон предложил Пажолю выехать из Москвы с транспортом раненых, но генерал категорически отказался. Он прошёл тяжелый путь отступления вместе с Великой Армией. Вновь возглавил свою дивизию 26 февраля 1813 года.
В кампании 1813 года Пажоль с 5 мая командир 2-й маршевой дивизии 1-го кавалерийского корпуса, участвовал в боях при Лютцене и Баутцене. С 30 июня командует 10-й дивизией лёгкой кавалерии 14-го корпуса. При Дрездене дивизия Пажоля сыграла выдающуюся роль, по окончании сражения преследовал отступающего врага. Наполеон, наблюдавший за боем, в присутствии Бертье, Мортье и Коленкура заявил: «Нет такого другого кавалерийского генерала, как Пажоль; он не только умеет сражаться, но также умеет хорошо охранять себя и никогда не допустит застать себя врасплох».
13 октября назначен командиром 5-го кавалерийского корпуса, Пажоль со своей обычной храбростью сражался при Борне и при Либертвольквице. В сражении при Вахау 16 октября Пажоль получил самую тяжёлую из своих многочисленных ран. Разрывом ядра под ним убило лошадь. Генерала нашли на поле боя после атаки его адъютант Бьо и офицеры его корпуса. У Пажоля была почти оторвана левая рука, сломаны рёбра и множество более мелких повреждений. Наполеон сказал по этому поводу: «Мне нанесли невосполнимую потерю». Но герой вернулся в строй. 25 ноября 1813 года он был возведён в графское достоинство.
В феврале 1814 года он был назначен командиром особого корпуса, прикрывавшего реки Сену и Йонну. С рукой на перевязи он вновь водил полки в бой. В сражении при Монтро Пажоль со своими тремя бригадами произвёл знаменитую кавалерийскую атаку. Его дивизия в лоб атаковала мост и на плечах неприятеля ворвалась в город. Вюртембергские войска были буквально выброшены из города. Противник потерял 3 тыс. человек убитыми и ранеными, 3 тыс. пленными, 4 знамени и 6 орудий. Эта атака вызвала такое восхищение Наполеона, что он воскликнул: «Только Пажоль среди моих генералов умеет водить кавалерию». После сражения Наполеон сказал: «Ели бы так сражались все мои генералы, то врага не было бы во Франции!» За эту атаку Пажоль удостоился знака великого офицера ордена Почетного Легиона. Однако у генерала открылись старые раны, и он до конца кампании не принимал участия в боевых действиях.

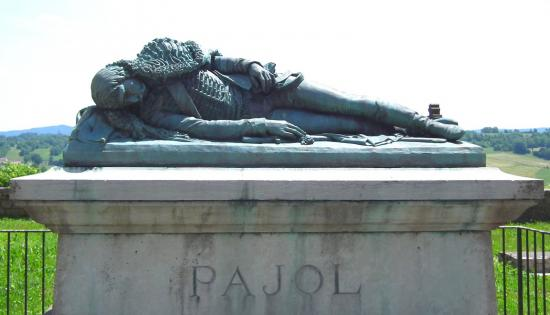

Людовик XVIII назначил Пажоля командиром Орлеанского гарнизона. По возвращении Наполеона с острова Эльбы Пажоль был назначен командиром армии Луары, а затем — 1-м кавалерийским корпусом.
5—19 июня корпус Пажоля составлял левое крыло Груши и в течение этих дней Пажоль проявил кипучую деятельность. Участвовал во взятии Шарлеруа, атаковал прусскую армию при Пуэн-дю-Журе и Флёрюсе. В сражении при Линьи он захватил 10 орудий, весь прусский обоз и большое количество пленных. Затем в составе войск маршала Груши он наступал на Вавр, а после Ватерлоо прикрывал отход французской армии.
После вторичного отречения Наполеона Пажоль, враждебно настроенный к Бурбонам, вышел 7 августа 1815 года в отставку и до 1830 года оставался не у дел.
Принимал активнейшее участие в Июльской революции 1830 года. Он организовал поход парижан в Рамбуйе, где укрылся Карл X. Позднее был назначен командиром 1-го военного округа и губернатором Парижа и в 1840 году командовал всеми парижскими войсками при торжественном перенесении праха Наполеона в Дом Инвалидов.
В 1842 году Пажоль вышел в отставку и скончался 20 марта 1844 года в Париже, после неудачного падения с лестницы в Тюильри.

## Характеристика
Храбрый, активный и способный авангардный начальник, Пажоль всегда находился во главе своего отряда — был ли то эскадрон, или дивизия. В течение своей долгой боевой жизни он был 7 раз ранен и под ним было убито 12 лошадей. Он сочетал отвагу и энергию солдата с хладнокровием и предусмотрительностью командира (Пажоль прекрасно ориентировался в боевой обстановке и умел принимать правильные решения).

## Воинские звания
- Старший сержант (1 июня 1791 года);
- Младший лейтенант (12 января 1792 года);
- Лейтенант (27 мая 1792 года);
- Капитан (12 мая 1794 года);
- Командир батальона (9 февраля 1796 года);
- Полковник (10 июля 1799 года, подтверждён 18 июня 1803 года);
- Бригадный генерал (1 марта 1807 года);
- Дивизионный генерал (7 августа 1812 года).

## Титулы

Герб барона

- Барон Пажоль и Империи (фр. baron Pajol et de l'Empire; декрет от 19 марта 1808 года, патент подтверждён 18 июня 1809 года в Шёнбрунне)[1];
- Граф Пажоль и Империи (фр. comte Pajol et de l'Empire; декрет от 25 ноября 1813 года, патент подтверждён 2 июня 1814 года)[2].

## Награды
- Почётная сабля (28 июля 1800 года)

 Легионер ордена Почётного легиона (11 декабря 1803 года)
 Офицер ордена Почётного легиона (14 июня 1804 года)
 Кавалер баварского ордена Льва (29 июня 1807 года)
 Кавалер баварского Военного ордена Максимилиана Иосифа (13 июля 1807 года)
 Коммандан ордена Почётного легиона (25 апреля 1809 года)
 Великий офицер ордена Почётного легиона (19 февраля 1814 года)
 Кавалер Военного ордена Святого Людовика (1 июня 1814 года)
 Большой крест ордена Почётного легиона (15 июня 1815 года, подтверждено 19 августа 1830 года)
 Июльский крест (15 мая 1831 года)
 Кавалер польского ордена Белого Орла
 Большой крест шведского ордена Меча (14 июля 1842 года)

## Семья
Пажоль родился в семье Андре Жозефа Пажо (фр. André Joseph Pajot; 11 августа 1746, Нозеруа — 1 февраля 1811, Безансон), поверенного в парламенте Безансона, затем комиссара в почтовом отделении при Первой империи и Элизабеты Нодье (фр. Elisabeth Nodier). Будущий генерал был двоюродным братом Шарля Нодье, писателя и библиофила эпохи романтизма.
Пажоль женился 31 марта 1808 года в Пон-Сен-Мор (департамент Сена) на  Марие Луизе Удино (фр. Marie Louise Elise Oudinot; 21 августа 1790, Бар-ле-Дюк — 18 апреля 1832, Париж), дочери маршала Удино. У пары родилось трое детей:
- сын Виктор (фр. Charles Pierre Victor; 7 августа 1812, Париж — 3 апреля 1891, Париж);
- дочь Анна Викторина (фр. Anne Victorine; 1814 — 1817);
- сын Эжен (фр. Louis Eugène Léonce; 13 ноября 1817, Париж — 18 апреля 1885).